# Polikarpov I-1
Polikarpov I-1 (prototypové označení IL-400) byl první sovětský jednoplošný stíhací letoun. Po havárii prvního prototypu musel být překonstruován, posléze byla objednána výroba menší série, ale do služby v sovětském letectvu nebyl letoun nikdy přijat.

## Vývoj
I-1 byl jednomístný celodřevěný dolnoplošník. První prototyp, označený IL-400, byl poháněn pístovým motorem Liberty L-12 o výkonu 400 k (300 kW). Chladič a vrtule pocházely z typu Airco D.H.9. Trup a křídlo byly potažené zčásti překližkou, zčásti plátnem. Podvozek byl vyztužen pomocí drátů a konce křídla byly chráněny trubkovými obloukovými ližinami. Při prvním letu 15. srpna 1923 letoun havaroval, protože jeho těžiště bylo umístěno příliš vzadu.
Druhý prototyp, označený IL-400bis nebo IL-400B, musel být překonstruován kvůli odstranění problémů s těžištěm. Bylo vyrobeno nové tenčí hliníkové křídlo a byly zvětšeny ocasní plochy. Pilotní prostor a motor byly posunuty dopředu a původní chladič byl nahrazen typem Lamblin. První let byl proveden 18. července 1924. Letoun byl schválen do výroby 15. října pod označením I-1.
Byla objednána série 33 kusů, první z nich byl dalším prototypem. Hliníkový potah byl nahrazen překližkou, byl instalován nový voštinový chladič a dva synchronizované kulomety PV-1 ráže 7,62 mm. Sériové letouny se od sebe navzájem lišily a všechny byly použity k testům. Při nich se ukázalo, že letoun se nesnadno dostává z vývrtky a 23. června 1927 byl pilot Gromov nucen provést první sovětský seskok padákem během pádu do vývrtky. Letadlo nikdy nevstoupilo do operační služby.

## Specifikace

### Hlavní technické údaje
- Osádka: 1 pilot
- Délka: 8,3 m
- Rozpětí: 10,8 m
- Nosná plocha: 20 m²
- Vzletová hmotnost: 1 510 kg
- Pohonná jednotka: 1x Liberty L-12 o výkonu 400 k (300 kW)

### Výkony
- Maximální rychlost: 264 km/h
- Dolet: 650 km
- Dostup: 6 750 m

### Výzbroj
- 2× kulomet PV-1 ráže 7,62 mm